# Gerda Anger-Schmidt
Gerda Anger-Schmidt (Wels, 28 février 1943-Vienne, 8 janvier 2017) est une femme de lettres autrichienne de littérature d'enfance.

## Biographie
Après avoir obtenu son diplôme d'une académie de commerce, elle voyage trois ans au Canada et aux États-Unis. Plus tard, elle fait des études d'interprétation et de traduction à Vienne et à Graz.
Elle a reçu plusieurs prix littéraires et ses livres contenaient des illustrations de Winfried Opgenoorth ou de Renate Habinger. Ses œuvres ont beaucoup de jeux de mots.

## Œuvre
- Nein, mir kommt kein Hund ins Haus! 1984.
- avec Renate Habinger: Heile, heile wundes Knie. 1988
- Wer kommt mit auf den Federnball? 1992.
- Glück gehabt! denkt das Hängebauchschwein. 1993.
- Noch schlimmer geht's immer. 1994.
- Du lieber Schreck, mein Hund ist weg! 1997.
- Ich, Bodo von Bellheim, der Schnauzer. 1997.
- Alles in Butter, liebe Mutter! 1998.
- avec Birgitta Heiskel: Kein Hund für Papa? 1999.
- avec Birgitta Heiskel: Freund gesucht! Dringend! 2001.
- Manege frei für Katharina. (Neubearbeitung), 2001.
- Springt ein Schwein vom Trampolin. 2002.
- Neun nackte Nilpferddamen. 2002.
- Rate mal, wer dich besucht! 2004.
- Schau einmal, wie toll ich bin! 2004.
- Unser König trug nie eine Krone. 2004.
- Ein Hamster für Lisa. 2006.
- Sag, welches Tier versteckt sich hier? 2006.
- Der Hund ist rund – na und? 2006.
- Spuren im Schnee. 2006.
- Muss man Miezen siezen?, 2006.
- Tommi und die Kichererbse. 2006.
- Simsalabim Bamba Saladu Saladim. 2008.